# 切爾奇奇
50°45′11″N 24°20′59″E / 50.75306°N 24.34972°E
切爾奇奇（烏克蘭語：Черчичі）是位於烏克蘭西北部沃倫州沃洛德米爾區的村莊，始建於1545年，面積1.05平方公里，海拔高度204米，2001年人口205，人口密度每平方公里194.5人。